# Александар Залдостанов
Александар Залдостанов - Хирург(рус. Алекса́ндр Серге́евич Залдоста́нов; Кировоград, СССР, 1963) је совјетски и руски мотоциклиста, оснивач и вођа мото клуба „Ноћни вукови”. Осведочени је пријатељ Србије и српског народа, што је истицао у бројним интервјуима.

## Биографија
Рођен је 19. јануара 1963. године у Кировограду, граду на данашњој територији Украјине, у лекарској породици. Отац Сергеј Залдостанов је био лекар и ветеран Великог отаџбинског рата. И мајка и сестра су такође лекарке. По образовању је лекар, специјалиста максилофацијалне хирургије, а по опредељењу моториста и руски патриота који пропагира православну веру.
Председник Руске Федерације Владимир Путин га је 12. марта 2013. године, одликовао Орденом части за изузетне заслуге у патриотском васпитању омладине, учешћу у спасилачким акцијама и доприносу у чувању сећања на хероје Отаџбинског рата.
Познато је и његово велико пријатељство са Владимиром Путином, председником Руске Федерације, који је уједно члан „Ноћних вукова”.

### „Ноћни вукови”
„Ноћни вукови” су основани 1989. године, да би данас постали најмасовнији светски мотоциклистички клуб, који броји преко 5000 чланова у Руској Федерацији, бившим совјетским Републикама, Србији, Македонији, Бугарској, Румунији...
- Путин додељује Орден части Залдостанову
- Са Путином у Севастопољу